# غرينسبورو (جورجيا)
غرينسبورو (بالإنجليزية: Greensboro, Georgia)‏ هي مدينة تقع في مقاطعة غرين، جورجيا بولاية جورجيا في الولايات المتحدة. تبلغ مساحة هذه المدينة 15.2 (كم²)، وترتفع عن سطح البحر 195 م، بلغ عدد سكانها 3238 نسمة في عام 2010 حسب إحصاء مكتب تعداد الولايات المتحدة.

## أعلام
- سوني تيري
- ريتشارد كاوثورن ستار
- توماس فلورنوي فوستر
- توماس دبليو. كوب

## وصلات خارجية
- Cities & Counties - Georgia.gov